# Francesco Giosuè Galli
Francesco Giosuè Galli (Milano, 1969) è un dirigente d'azienda italiano, amministratore delegato del Gruppo San Donato.

## Biografia
Figlio di due cattedratici dell’Università di Milano, dopo il liceo scientifico Sacro Cuore, nel 1995 si laurea all’Università Cattolica di Milano in scienze politiche.
È amministratore dell'IRCCS Ospedale San Raffaele e degli Istituti Ospedalieri Bergamaschi - Gruppo San Donato. È inoltre vicepresidente di GKSD Healthcare Management Consulting. 
È  stato membro del Consiglio di Amministrazione di Smart Clinic S.p.a., joint venture tra Gruppo San Donato, Generali Italia, GKSD che ha come obiettivo la realizzazione, entro il 2030, di un network di circa 100 strutture sanitarie sull’intero territorio italiano. È stato Supervisor di GSD Strategy, Operation & International Development Coordination e vicepresidente di GSD East Europe.
Ricopre ruoli di rappresentanza in associazioni di categoria come l’Associazione italiana ospedalità privata, di cui è stato presidente della sezione di Bergamo e all’interno della quale è attualmente presidente della Commissione Nazionale AIOP IRCCS e membro della Commissione Alta Specialità di AIOP Nazionale. Da giugno 2024 è tra i Vicepresidenti Nazionali AIOP. 
Per la Compagnia delle Opere ha inoltre rivestito il ruolo di membro del comitato esecutivo e del direttivo nazionale fino al 2017 e poi del direttivo di Bergamo.
Dal 2017 è direttore del Master in Management Ospedaliero delle Aziende Ospedaliere, nato dalla collaborazione tra il Gruppo San Donato e l’Università degli Studi di Bergamo.
Da novembre 2021 è amministratore unico di GSD Food&Wine, società che condivide e promuove i valori di “EAT - Alimentazione sostenibile” , progetto di educazione alimentare della Fondazione del Gruppo San Donato nato per sensibilizzare a un corretto stile di vita e a un’alimentazione sostenibile per il pianeta e per la salute.
Negli ultimi anni è impegnato, insieme agli altri vertici del Gruppo San Donato, nello sviluppo internazionale . A maggio 2024 a Baghdad è stato firmatario, nel duplice ruolo di presidente di GSD Strategy & Operations Committee e AD degli Istituti Ospedalieri Bergamaschi, dell’accordo per la gestione in partnership pubblico-privato del nuovo grande ospedale di Bassora, il Sayyab Teaching Hospital.
A dicembre 2023, in rappresentanza del Gruppo San Donato, ha siglato un importante accordo di collaborazione con la LIUC – Università Cattaneo finalizzato a formare i futuri ingegneri della sanità.

## Onorificenze
Nel 2018 viene insignito dell'onorificenza di Cavaliere dell'ordine al merito della Repubblica italiana, a cui si aggiunge l'onorificenza di Commendatore dell'ordine al merito della Repubblica Italiana nel 2022.